# Équipe du Sénégal des moins de 20 ans de football
Maillots
L'équipe du Sénégal des moins de 20 ans est une sélection de joueurs de moins de 20 ans au début des deux années de compétition placée sous la responsabilité de la Fédération du Sénégal de football.

## Histoire
L'équipe du Sénégal connaît ses jours de gloire au début de 2013 sous l’air de Joseph Koto en remportant d’abord des trophées régionaux, puis en atteignant deux fois de suite la finale de la CAN junior, un premier record dans la compétition, mais sans jamais parvenir à la remporter. Synonyme de qualification à la Coupe du monde U-20 trois fois d’affilée le record étant depuis 2015. Demi-finales face au Brésil lourde défaite puis il finit à la quatrième place, défaite face au Mali. Entre-temps, ils remportent un premier titre international invité en 2016 au tournoi international Doha.
Sous l’air de Youssoupha Dabo l’équipe sénégalais perdent un seul match en amical contre l’équipe d' Uruguay 2 à 1 durant son coaching il totalise 22 victoires et 18 nuls, ils obtiennent deux trophées régionaux invités au Championnat des moins de 20 ans de la zone B de l'Union des fédérations ouest-africaines de football 2018 puis remporte le Championnat des moins de 20 ans de la zone A de l'Union des fédérations ouest-africaines de football en 2019 il passe les Éliminatoires de la Coupe d'Afrique des nations de football des moins de 20 ans 2019 jusqu’à atteindre la finale de la coupe d’Afrique 2019 comme son prédécesseur une nouvelle fois finaliste l’équipe réalise le record de finir trois fois de suite finaliste, puis la troisième place aux Jeux africains et une place en quart de finale de la coupe du monde U20, un second trophée internationale, la coupe d’Arabe 2020 une seconde fois en tant qu’invité. Cependant il a dû quitter l’équipe nationale pour faute de cumul de poste.
Repris par Malick Daf L’équipe nationale du Sénégal U20 a affronté la Mauritanie le 9 septembre 2022 au stade Cheikha Boidiya de Nouakchott (Mauritanie), en demi-finale du tournoi de l’UFOA-A. Victoire des sénégalais 4 buts à 1, Leader de la poule B, avec un parcours sans faute (3 victoires, 1 nul), afin d’être considérée comme le grand favori sur le papier, face à celle de la Mauritanie. Remportant la finale face à la Gambie 1 but à zéro, décrochant ainsi son ticket qualificatif pour la CAN 2023, prévue en Égypte.
Première CAN U20 remportée en 2023, ainsi que première équipe à n’avoir concédé aucun but dans une CAN U20, réalisé à la CAN 2023.
En 2024, l’équipe est dirigée par Serigne Saliou Dia, qui remporte une nouvelle fois le championnat de l’UFOA A devenant ainsi l’équipe la plus titrée de la zone, se qualifiant ainsi pour la CAN 2025.
Une équipe prometteuse mais hélas avec beaucoup d’absents, certains ont été retenu par leur club et d’autres sont blessés , elle échoue au quart de finale de la Coupe d'Afrique des nations de football des moins de 20 ans 2025.

## Palmarès
- Coupe d'Afrique des nations des moins de 20 ans
  -  Vainqueur en 2023
  -    Finaliste en 2015, 2017 et 2019

- Championnat arabe des moins de 20 ans
  -  Vainqueur en 2020 (invitée)

- Football aux Jeux de la Francophonie
  -  Finaliste en 2005
  -  Troisième en 2013

- Football aux Jeux africains
  -   Troisième en 2019 et 2023
    - (2019-)[5]

- Championnat d'Afrique du Nord des nations de football des moins de 20 ans
  -  Vainqueur en 2014 (invité)

- UEMOA
  -  Vainqueur en 2009,2011 et 2016

- Championnat U-20 Zone A de l'UFOA
  -  Vainqueur en 2024, 2022[6] et 2019[7]
  -  Finaliste en 2020[8]

- Championnat U-20 Zone B de l'UFOA
  -  Vainqueur en 2018[9] (invité)

Autres trophées
- Tournoi International Doha U20
  -  Vainqueur en 2016[10]

## Parcours en Coupe d'Afrique des nations des moins de 20 ans
- 1979 : Non qualifié
- 1981 : Non qualifié
- 1983 : tour préliminaire
- 1985 : Non qualifié
- 1987 : Non qualifié
- 1989 : tour préliminaire
- 1991 : 1er tour
- 1993 : phases de groupe
- 1995 : phases de groupe
- 1997 : 1er tour
- 1999 : 1er tour
- 2001 : 1er tour
- 2003 : 1er tour
- 2005 : 1er tour
- 2007 : 1er tour
- 2009 : 1er tour
- 2011 : 2e tour
- 2013 : 2e tour
- 2015 :  Finaliste
- 2017 :  Finaliste
- 2019 :  Finaliste
- 2021 : Finaliste de l’Ufoa A
- 2023 :  Vainqueur
- 2025 : Quart de finale

## Parcours en Coupe du monde des moins de 20 ans
- De 1979 à 2013 : Non qualifié
- 2015 : Demi-finaliste
- 2017 : huitième de finale
- 2019 : Quart de finale
- 2021 : Annulé. Non  qualifié
- 2023 : Phases de groupe
- 2025 : Non qualifié

## Effectif actuel
La liste des Lionceaux retenus par Serigne Saliou Dia pour disputer la CAN U20 2025 :